# Arthur Meighen
Arthur Meighen (ur. 16 czerwca 1874 w Anderson, zm. 5 sierpnia 1960 w Toronto) – dwukrotny premier Kanady. Po raz pierwszy od 10 lipca 1920 do 29 grudnia 1921 jako konserwatywny unionista i po raz drugi od 29 czerwca 1926 do 25 września 1926 roku z ramienia Partii Konserwatywnej.

## Życiorys
Urodzony w Anderson w Ontario, Arthur Meigen ukończył studia matematyczne na Uniwersytecie w Toronto. Następnie studiował prawo. W 1904 poślubił Isabel Cox, z którą miał troje dzieci. Zanim zajął się polityką, pracował jako nauczyciel, prawnik i finansista. W 1919 został ministrem sprawiedliwości w rządzie Roberta Bordena. Brał udział w zdławieniu strajku generalnego w Winnipeg. W 1920 przejął kierownictwo Partii Konserwatywnej po rezygnującym Bordenie. Sprawował władzę przez pozostały okres kadencji parlamentu, aż do przegranych wyborów. Powrócił do władzy w 1926. Tego samego roku wobec tzw. „afery King-Byng” zwołał przedterminowe wybory, które Partia Konserwatywna przegrała. Po klęsce wyborczej zrezygnował z jej przywództwa.
Uznawany był za najwybitniejszego intelektualistę zasiadającego na fotelu premiera Kanady. Był też wybitnym mówcą.
Zmarł w Toronto w 1960 i został pochowany na St. Marys Cemetery w St. Marys (Ontario).